# Henrique Nascimento Rodrigues
Pour les articles homonymes, voir Rodrigues (homonymie) et Nascimento.
Henrique Alberto Freitas do Nascimento Rodrigues, né le 3 août 1940 à Luso (Angola) et mort le 11 avril 2010 à Lisbonne, est un homme politique portugais.

## Études
- Licence en droit en 1964, Université de droit de Lisbonne

## Parcours et fonctions
Il a été ministre du travail dans le VII° gouvernement constitutionnel portugais.
- 1992 : Président du Conseil Economique et Social
- 1992 : Président de la Conférence Internationale du Travail (OIT)
- 2000 : Provedor de Justiça, l'équivalent d'ombudsman.
- 2002 : vice-présidente de la Fédération ibéroaméricaine de l'ombudsman (deux ans)
- 2004 : réélu à la vice-présidence de la Fédération ibéroaméricaine de l'ombudsman
- 2004 : réélu provedor de Justiça

## Décoration
- Grand officier de l'ordre du mérite (1994)
- Légion d'honneur (1995)